# Mesochelifer ressli
Mesochelifer ressli es una especie de arácnido del orden Pseudoscorpionida de la familia Cheliferidae.

## Distribución geográfica
Se encuentra en Kazajistán y en Europa Central.